# Jangaon
Jangaon ist eine Stadt im indischen Bundesstaat Telangana.
Die Stadt ist Hauptort des Distrikts Jangaon. Jangaon hat den Status einer Municipality. Die Stadt ist in 6 Wards gegliedert. Sie hatte am Stichtag der Volkszählung 2011 52.394 Einwohner, von denen 26.764 Männer und 25.630 Frauen waren. Die Alphabetisierungsrate lag 2011 bei 82,4 % und damit über dem nationalen Durchschnitt. Hindus bilden mit einem Anteil von ca. 86 % die Mehrheit der Bevölkerung in der Stadt. Muslime bilden mit einem Anteil von ca. 12 % eine Minderheit.
Jangaon war im 11. Jahrhundert die zweite Hauptstadt westlichen Chalukya-Reiches. In der Nähe der Stadt befinden sich bedeutende Stätten des Jainismus.
Der Bahnhof von Jangaon bietet eine Bahnanbindung an die Stadt und untersteht der Secunderabad Railway Division der South Central Railway Zone. Die Strecke wurde im Jahr 1879 gebaut.